# Кордеро, Юджин
Ю́джин Корде́ро (англ. Eugene Cordero; род. 18 июля 1978, Детройт, Мичиган, США) — американский актёр, сценарист и комик. Часто выступает в комедийных ролях, в качестве постоянного участника сериалов «Другое пространство» (2015), «Недвижимость за миллиард долларов» (2017—2019), «Tacoma FD» (2019 — н. в.) и «Звёздный путь: Нижние палубы» (2020 — настоящее время). Его появления на телевидении также включают повторяющиеся роли в сериалах «Обитель лжи» (2014), «Чокнутая бывшая» (2015—2017), «В лучшем мире» (2016—2020) и «Крушение» (2018). Помимо комедии, он регулярно появляется в сериале «Локи» для стримингового сервиса Disney+. Роли Кордеро в кино включают комедийную драму «Короли лета» (2013), приключенческий фильм «Конг: Остров черепа» (2017) и криминальную драму «Наркокурьер» (2018).

## Ранняя жизнь и образование
Кордеро вырос в северном пригороде Детройта. Позже он переехал в Нью-Йорк, чтобы поступить в колледж Мэримаунт Манхэттен.
Он начал импровизировать с Chicago City Limits, а после стал брать уроки в Upright Citizens Brigade и выступать в качестве члена ASSSSCAT.

## Карьера
Кордеро в основном работал в комедиях, появляясь в таких телевизионных шоу, как «Пьяная история», «Шоу Кролла», «Кремниевая долина», «Офис», «Бруклин 9-9», «Недвижимость за миллиард долларов», «Вице-президент», «В лучшем мире» и «Чокнутая бывшая». Кордеро получил роль гостя телесериала «Гавайи 5.0» после того, как сделал набросок об отсутствии разнообразия в сериале. Кордеро был одним из главных героев научно-фантастического комедийный сериала «Другое пространство» (2015) компании Yahoo!. В 2019 году Кордеро исполнил главную роль в «Tacoma FD» и появился в телесериале «Мандалорец». В апреле 2021 года было объявлено, что он присоединится к актёрскому составу сериала «Локи» для стримингового сервиса Disney+.
Начиная с 2013 года, Кордеро озвучивал Джейми в сериале «Вселенная Стивена» от Cartoon Network. Он также озвучивал Сойера Д. и Брайана в ситкоме «Закусочная Боба». Он также озвучил Сэма и Рэда Резерфордов в сериале «Звёздный путь: Нижние палубы», премьера которого состоялась в 2020 году.
Кордеро также появлялся в таких фильмах, как «Свадебный угар» (2016), «Конг: Остров черепа» (2017), «Короли лета» (2013) и «Охотники за привидениями» (2016).
Кордеро несколько раз появлялся в «Comedy Bang! Bang!». Кордеро вместе с Райаном Стангером является соведущим фитнес-подкаста под названием «The Dumbbells».

## Личная жизнь
Кордеро имеет филиппинское происхождение. Живёт в Лос-Анджелесе. Кордеро был одноклассником комика Энди Джуетта в средней школе брата Райса в Мичигане, с которым он позже сотрудничал в Sexpot Comedy. Кордеро женат на комедийной писательнице Трише Макальпин, с которой он имеет двоих детей.

## Фильмография

### Фильмы
| Год  | Название                 | Роль                 | Комментарии         |
| ---- | ------------------------ | -------------------- | ------------------- |
| 2010 | Однажды в Риме           | Игрок в покер № 2    |                     |
| 2010 | Месть пушистых           | Чиз                  |                     |
| 2013 | Короли лета              | Колин                |                     |
| 2013 | Полуденная нега          | Бобби                |                     |
| 2014 | Наш ремейк Робокопа      | Учёный               | Сегмент: «Сцена 20» |
| 2016 | Свадебный угар           | Кай (менеджер отеля) |                     |
| 2016 | Охотники за привидениями | Басс-гитарист        |                     |
| 2017 | Конг: Остров черепа      | Терри Рилс           |                     |
| 2018 | Наркокурьер              | Луис Роша            |                     |
| 2020 | Высокая нота             | Сет                  |                     |
| 2020 | Золотая рука             | Greg                 |                     |
| 2022 | Пасхальное воскресенье   | Юджин                |                     |

### Телевидение
| Год          | Название                           | Роль                                | Комментарии                                                      |
| ------------ | ---------------------------------- | ----------------------------------- | ---------------------------------------------------------------- |
| 1998 — 1999  | Upright Citizens Brigade           | Разные роли                         | 3 эпизода                                                        |
| 2008         | Гигантский человек                 | Фанат футболок                      | Эпизод: «I’m Gonna Live Forever!»                                |
| 2009         | Поздний вечер с Джимми Фэллоном    | Разные роли                         | 2 эпизода                                                        |
| 2010         | Офис                               | Работник автозаправочной станции    | Эпизод: «Поиск»                                                  |
| 2011         | Умерь свой энтузиазм               | Сотрудник охраны № 1                | Эпизод: «The Divorce»                                            |
| 2011         | Жизнь и приключения Тима           | Разные голоса                       | 2 эпизода                                                        |
| 2012         | Счастливый конец                   | Сотрудник № 2                       | Эпизод: «Cazsh Dummy Spillionaires»                              |
| 2012         | Всю ночь напролёт                  | Друг Скотта № 1                     | Эпизод: «Thanksgiving»                                           |
| 2012 — 2014  | Ки и Пил                           | Разные роли                         | 3 эпизода                                                        |
| 2013         | Новостные программы                | Агент TSA № 1                       | Эпизод: «Epic Fail»                                              |
| 2013         | Замедленное развитие               | Водитель такси                      | Эпизод: «Полет Феникса»                                          |
| 2013—2015    | Шоу Кролла                         | Разные роли                         | 5 эпизодов                                                       |
| 2013—2015    | Comedy Bang! Bang!                 | Разные роли                         | 3 эпизода                                                        |
| 2013 — 2018  | Вселенная Стивена                  | Джейми / Другие роли (озвучивание)  | 6 эпизодов                                                       |
| 2014         | Обитель лжи                        | Эверетт                             | 4 эпизода                                                        |
| 2014         | Гавайи 5.0                         | Джордж Моку                         | Эпизод: «Pale 'la»                                               |
| 2014         | Кремниевая долина                  |                                     | Эпизод: «Articles of Incorporation»                              |
| 2014         | Играющий дом                       | D.J.                                | Эпизод: «Spaghetti and Meatballs»                                |
| 2014         | Пьяная история                     | Король Калани’опу’у                 | Эпизод: «Hawaii»                                                 |
| 2014         | Гарфанкель и Оутс                  | Фред                                | Эпизод: «Hair Swap»                                              |
| 2015         | Парки и зоны отдыха                | Министр Ксорпакс-7                  | Эпизод: «Последняя поездка»                                      |
| 2015         | Другое пространство                | Майкл Ньюман                        | 8 эпизодов                                                       |
| 2015         | Горячие жёны                       | DJ                                  | Эпизод: «Labor of Love»                                          |
| 2015 — 2017  | Чокнутая бывшая                    | Алекс                               | 5 эпизодов                                                       |
| 2016         | Шоу UCB                            | Исполнитель                         | Эпизод: «Sissy Is My Mommy»                                      |
| 2016         | Учителя                            | Марти Крамбс                        | 2 эпизода                                                        |
| 2016         | Сын Зорна                          | Рон Ли                              | Эпизод: «A Taste of Zephyria»                                    |
| 2016         | Раннее шоу                         | Шеф-повар Томми                     | 2 эпизода                                                        |
| 2016 — 2020  | В лучшем мире                      | Пиллбой                             | 6 эпизодов                                                       |
| 2017         | Войти в историю                    | Лонни Риальто                       | Эпизод: «Night Cream»                                            |
| 2017         | Бруклин 9-9                        | Пандемик                            | Эпизод: «Преступление и наказание»                               |
| 2017         | Вице-президент                     | Баззи Канахал                       | 2 эпизода                                                        |
| 2017         | Хочешь увидеть мертвое тело?       | Грегори                             | Эпизод: «A Body and a High School Reunion (with Joe Lo Truglio)» |
| 2017 — 2018  | Грейс и Фрэнки                     | Офицер Торрес                       | 2 эпизода                                                        |
| 2017—2019    | Извини                             | Брэндон                             | 3 эпизода                                                        |
| 2017—2019    | Недвижимость за миллиард долларов  | DJ Роуздрагон                       | 14 эпизодов                                                      |
| 2018         | Спецагент Арчер                    | Ману (голос)                        | Эпизод: «Danger Island: Strange Pilot»                           |
| 2018         | Странный ангел                     | Сотрудник пороховой компании Пуэбло | Эпизод: «Augurs of Spring»                                       |
| 2018         | Разрушенный                        | Эррол                               | 6 эпизодов                                                       |
| 2018         | Корпорация снов                    | 37-й пациент                        | Эпизод: «The Bullied»                                            |
| 2019         | Чёрный понедельник                 | Ронни                               | 2 эпизода                                                        |
| 2019         | Странный город                     | Пандрю                              | Эпизод: «A Family»                                               |
| 2019         | Те, кто не может                   | Kenny                               | Эпизод: «Yes We Scan»                                            |
| 2019         | Звёздная принцесса и силы зла      | Мистер Ордония (голос)              | Эпизод: «Sad Teen Hotline/Jannanigans»                           |
| 2019         | Помощники                          | Библиотекарь                        | Эпизод: «Rita Reader / Cody Gets a Cold»                         |
| 2019         | Мандалорец                         | Стоук                               | Эпизод: «Глава 4: Убежище»                                       |
| 2019 — 2020  | Закусочная Боба                    | Брайан / Сойер Д. (голос)           | 2 эпизода                                                        |
| 2019 — н. в. | Tacoma FD                          | Энди Мьявани                        | 36 эпизодов                                                      |
| 2020         | Второй шанс Кэрол                  | Грэг                                | Эпизод: «Carol’s Crush»                                          |
| 2020         | Бездельник                         | Скрудж (голос)                      | 5 эпизодов                                                       |
| 2020—2021    | Достаточно близко                  | Данте / разное (голос)              | 4 эпизода                                                        |
| 2020—2021    | Центральный парк                   | Брэндон / Китти Бой (голос)         | 10 эпизодов                                                      |
| 2020 — н. в. | Звёздный путь: Нижние палубы       | Сэм / Рэд Резерфорд (голос)         | Главная роль                                                     |
| 2021         | Нет активности                     | Джеррод (голос)                     | Эпизод: «Exit Counselor»                                         |
| 2021         | Локи                               | Кейси                               | 3 эпизода                                                        |
| 2023         | Локи                               | Кейси / Фрэнк Моррис                | 6 эпизодов                                                       |
| 2021         | Десятилетний Том                   | Гектор (голос)                      | Эпизод: «Landscaper on the Couch/Nurse’s Wedding»                |
| 2021         | Великий север                      | Крейг Птармиган (голос)             | Эпизод: «Beef’s Craig Beef Adventure»                            |
| 2022 — н. в. | Маленький демон                    | Бенниган (голос)                    |                                                                  |
| 2023         | Звёздный путь: Странные новые миры | Сэм Резерфорд (голос)               | Эпизод: «Those Old Scientists»                                   |
| 2024         | Человек внутри                     | Джоэл Пиньеро                       | основной состав                                                  |